# Grand Prix Suisse féminin 2002
La 6e édition du Grand Prix Suisse féminin a eu lieu le 8 septembre 2002. Elle fait partie du calendrier de la Coupe du monde de cyclisme sur route féminine 2002. La course est remportée par la Russe Svetlana Boubnenkova.

## Parcours
Le circuit est modifié par rapport aux années précédentes. Il est long de 10,8 km avec deux côtes, chacune faisant moins d'un kilomètre mais avec une pente moyenne de sept pour cent. Onze tours sont à effectuer.

## Récit de la course
Au départ de la course, Petra Rossner mène le classement de la Coupe du monde de six points par rapport à Mirjam Melchers.
Les quatre premiers tours réalisent une importante sélection. Julia Martisova s'échappe ensuite et reste durant deux tours seules devant. À trois tours de l'arrivée, Susanne Ljungskog passe à l'attaque, mais les autres coureuses ne la laissent pas partir. Elle est contrée par Zoulfia Zabirova sans plus de succès. Un peloton important passe sur la ligne d'arrivée lorsque la cloche sonne. Dans la dernière côte, le peloton explose. Un groupe de quatre précède un autre groupe de huit coureuses contenant Mirjam Melchers. Derrière Petra Rossner assistée de Judith Arndt et Kimberly Bruckner tentent de revenir. Dans les derniers kilomètres, Svetlana Boubnenkova parvient à maintenir le groupe Melchers à distance grâce à l'aide de sa coéquipière Simona Parente. Priska Doppmann prend la troisième place à Mirjam Melchers, la photo finish devant les départager. La Néerlandaise prend néanmoins la tête de la Coupe du monde.

## Classement final
| \| Classement général \| Classement général \| Classement général \| Classement général \| Classement général \| \| Coureuse \| Coureuse \| Pays \| Équipe \| Temps \| \| ------------------ \| ------------------- \| ------------------ \| ------------------------------------ \| ------------------ \| \| 1re \| Swetlana Bubnenkowa \| Russie \| Edil Savino \| 3 h 22 min 20 s \| \| 2e \| Simona Parente \| Italie \| Edil Savino \| + 11 s \| \| 3e \| Priska Doppmann \| Suisse \| \| + 20 s \| \| 4e \| Mirjam Melchers \| Pays-Bas \| Farm Frites-Hartol \| + 20 s \| \| 5e \| Zinaida Stahurskaia \| Biélorussie \| USC Chirio Forno d'Asolo \| + 20 s \| \| 6e \| Susanne Ljungskog \| Suède \| Vlaanderen-T Interim \| + 20 s \| \| 7e \| Nicole Brändli \| Suisse \| Acca Due O-Pasta Zara-Lorena Camicie \| + 20 s \| \| 8e \| Tatiana Stiajkina \| Ukraine \| \| + 20 s \| \| 9e \| Zulfiya Zabirova \| Russie \| USC Chirio Forno d'Asolo \| + 20 s \| \| 10e \| Petra Rossner \| Allemagne \| Saturn \| + 25 s \| |                     |             |                                      |                 |
| |                     |             |                                      |                 |
| Source : Cycling Archives |                     |             |                                      |                 |
| Classement général |                     |             |                                      |                 |
| Coureuse | Coureuse            | Pays        | Équipe                               | Temps           |
| 1re | Swetlana Bubnenkowa | Russie      | Edil Savino                          | 3 h 22 min 20 s |
| 2e | Simona Parente      | Italie      | Edil Savino                          | + 11 s          |
| 3e | Priska Doppmann     | Suisse      |                                      | + 20 s          |
| 4e | Mirjam Melchers     | Pays-Bas    | Farm Frites-Hartol                   | + 20 s          |
| 5e | Zinaida Stahurskaia | Biélorussie | USC Chirio Forno d'Asolo             | + 20 s          |
| 6e | Susanne Ljungskog   | Suède       | Vlaanderen-T Interim                 | + 20 s          |
| 7e | Nicole Brändli      | Suisse      | Acca Due O-Pasta Zara-Lorena Camicie | + 20 s          |
| 8e | Tatiana Stiajkina   | Ukraine     |                                      | + 20 s          |
| 9e | Zulfiya Zabirova    | Russie      | USC Chirio Forno d'Asolo             | + 20 s          |
| 10e | Petra Rossner       | Allemagne   | Saturn                               | + 25 s          |